# Rasmus Byriel Iversen
Rasmus Byriel Iversen (Marstrup, 16 de septiembre de 1997) es un ciclista danés.

## Palmarés
- Aún no ha conseguido ninguna victoria como profesional.